# Gottlieb Christoph Bohnenberger
Johann Gottlieb Christoph Bohnenberger (también conocido como Gottlieb Christian Bohnenberger) (Neuenbürg, Selva Negra, 1 de marzo de 1732-29 de mayo de 1807) fue un pastor luterano y físico alemán, padre del astrónomo, matemático y físico Johann Gottlieb Friedrich von Bohnenberger. 
Padre e hijo son inventores de dos máquinas completamente diferentes (un generador electrostático el padre y un giroscopio el hijo), conocidas en ambos casos en Alemania como Máquina de Bohnenberger.

## Semblanza
Después de asistir al seminario de Maulbronn, Bohnenberger fue capellán de Tübinger Stift en 1760, pastor de Simmozheim en 1762 y de Altburg en Calw a partir de 1784.
En 1798, inventó un generador electrostático, una máquina utilizada para generar altas tensiones eléctricas por fricción descrita en los Anales de Física de 1801.
También ideó un sistema mejorado para la combustión del gas hidrógeno y un aparato de iluminación similar al dispositivo de Alessandro Volta. El trabajo de Bohnenberger es la base del desarrollo posterior de los faroles que se utilizaron a lo largo de los siglos XIX y XX en la iluminación de todo tipo de vehículos, así como en los encendedores usados por los fumadores.

## Algunas publicaciones
- Beschreibung unterschiedlicher Elektrizitäts-verdoppler von einer neuen Einrichtung, nebst einer Anzahl von Versuchen über verschiedene Gegenstände der Elektrizitätslehre, etc. (Descripción de diferentes dobladores de electricidad de una nueva instalación, junto con una serie de experimentos sobre diferentes temas de la teoría de la electricidad, etc.) Tubinga 1798.

- Beschreibung einer auf eine neue sehr bequeme Art eingerichteten Elektrisir-Maschine, nebst einer neuen Erfindung, die elektrische Flaschen und Batterien betreffend (Descripción de un montaje cómodo en una nueva máquina eléctrica, junto con un nuevo invento relativo a cilindros eléctricos y baterías). Stuttgart, J.B. Mezler, 1784–1791

- Beytrag zur höheren Drehkunst oder Anleitung eine Menge schöner Kunststücke auf jeder gemeinen Drehbank zu verfertigen. Nürnberg und Altdorf, J. E. Monath und J. F. Kußler, 1799. VIII, 136 p. de 14 gefalt. gest. Tafeln.

- Beschreibung einfacher Zusammensetzungen des Bennetschen und des Nicholsonschen Electricitätverdopplers, so wie es Cavallo'schen Multiplicators, nebst einer Untersuchung, wie weit man sich auf diese Instrumente verlassen kann (Descripción de composiciones simples de dobladores eléctricos tipo Bennet y Nicholson y del multiplicador de Cavallo, así como de un examen de hasta dónde se puede confiar en estos instrumentos). Ann. der Physik, B. 9, St. 2, 1801, p. 158-187.

- Beschreibung einiger Elektrisirmaschinen und elektrischer Versuche (Descripción de algunas máquinas eléctricas y pruebas eléctricas). Stuttgart, J.B. Mezler, 1788